# Profissional de saúde mental
Um profissional de saúde mental é um profissional de saúde ou prestador de serviços sociais e humanos que oferece serviços com o objetivo de melhorar a saúde mental de um indivíduo ou tratar distúrbios mentais. Essa ampla categoria foi desenvolvida como um nome para o pessoal da comunidade que trabalhava nas novas agências comunitárias de saúde mental iniciadas na década de 1970 para ajudar indivíduos que se mudavam de hospitais estaduais, evitar internações e fornecer apoio em casas, empregos, educação e comunidade. Esses indivíduos (ou seja, funcionários do governo estadual, pessoal do setor privado e sem fins lucrativos, agora colaboradores do setor voluntário) foram a brigada de vanguarda para desenvolver os programas comunitários, que hoje podem ser referidos por nomes como moradia assistida, reabilitação psiquiátrica, emprego assistido ou transicional, oficinas protegidas, educação apoiada, habilidades cotidianas, indústrias afirmativas, tratamento diagnóstico duplo, psicoeducação individual e familiar, creche para adultos, acolhimento familiar, serviços familiares e aconselhamento de saúde mental.
Psiquiatras — médicos que usam o modelo biomédico para tratar problemas de saúde mental — podem prescrever medicamentos. O termo conselheiros geralmente se refere a profissionais de consultório que oferecem sessões de terapia a seus clientes, operadas por organizações como aconselhamento pastoral (que pode ou não funcionar com clientes de serviços de longo prazo) e conselheiros familiares. Os conselheiros de saúde mental podem referir-se a conselheiros que trabalham em serviços residenciais no campo da saúde mental em programas comunitários.

## Como profissionais da comunidade
Como descreveu William Anthony, pai da reabilitação psiquiátrica, enfermeiros psiquiátricos, psicólogos clínicos, assistentes sociais clínicos, conselheiros de saúde mental, profissionais conselheiros, farmacêuticos, bem como muitos outros profissionais são frequentemente formados em "campos psiquiátricos" ou, inversamente, educados em uma abordagem comunitária genérica (por exemplo, programas de serviços humanos ou serviços de saúde e humanos em 2013). No entanto, sua principal preocupação é a educação que leva a uma vontade de trabalhar com "serviços e apoios de longo prazo" de apoio comunitário na comunidade para levar a uma melhor qualidade de vida para o indivíduo, as famílias e a comunidade.
A estrutura de apoio à comunidade nos EUA da década de 1970 é considerada como a base para novos desenvolvimentos de tratamento (por exemplo, distúrbios alimentares, programas de dependência de drogas) que tendem a ser clínicas independentes para "distúrbios" específicos. Normalmente, o termo "profissional de saúde mental" não se refere a outras áreas de deficiência categórica, como deficiência intelectual e de desenvolvimento (que treina seus próprios profissionais e mantém seus próprios periódicos e sistemas e instituições estaduais dos EUA). A reabilitação psiquiátrica também foi reintroduzida na transferência para sistemas de saúde comportamental.